# Минлей
Минлей — в самодийской (ненецкой) мифологии гигантская птица, создающая по указанию бога Нума ветер с помощью семи пар железных крыльев.

## Происхождение
По одному из мифов Минлей произошел после того, как мальчик во время игры заколол ножом девочку, а отец последней воткнул в него два ножа. Таким образом мальчик стал Минлеем. Существуют версии о том, что Минлей является сыном Нума.

## Общие сведения
Минлей создаёт ветер по указанию бога Нума. Ненцы считали гром хлопаньем крыльев этой птицы, а молнии — сверканием её глаз. Минлей по отношению к людям настроен враждебно. Он может похитить или убить человека, однако некоторые могущественные шаманы способны победить Минлея и совершить на нём путешествие по воздуху. По мнению Т. Лехтисало (фин. Toivo Lehtisalo) Минлей связан с мировым древом и его образ сопоставим с образом орла мирового древа, известного в ряде мифологий Евразии. Образ Минлея также известен у энцев, которые называют его сыном Нга (повелителя ветров).